# 香港天主教教區中學聯校運動會
香港天主教教區中學聯校運動會（英語：Hong Kong Catholic Diocesan Secondary Schools Joint Athletics Meet），創辦於1969-1970學年，參與學校為天主教香港教區轄下27所中學。每屆均由兩所教區中學主辦，以促進教區中學間的友誼，培養同學的體育精神及鼓勵同學積極參與體育活動為比賽宗旨。
此賽事在1993年之前，每兩年於政府大球場（現香港大球場）舉辦一次。其後因政府大球場重建，拆卸田徑設施而一度停辦。直到1998年，因小西灣運動場落成而於該址復辦，並維持每兩年舉辦一次，每次為期兩日。由2013-2014年度起，賽事在將軍澳運動場舉行。
直至2023-2024學年，此賽事已舉辦至第26屆，當中第24及第25屆因新型冠狀病毒疫情而取消。

## 參與學校
- 長沙灣天主教英文中學
- 彩虹邨天主教英文中學
- 天主教郭得勝中學
- 觀塘瑪利諾書院
- 荔景天主教中學
- 梁式芝書院
- 天主教南華中學
- 天主教新民書院
- 天主教伍華中學
- 天主教培聖中學
- 高主教書院
- 石籬天主教中學
- 順利天主教中學
- 天主教崇德英文書院
- 聖芳濟各書院
- 聖貞德中學
- 聖若瑟英文中學
- 聖伯多祿中學
- 德蘭中學
- 西貢崇真天主教學校（中學部）
- 屯門天主教中學
- 恩主教書院
- 余振強紀念中學
- 余振強紀念第二中學
- 元朗天主教中學
- 東涌天主教學校

## 歷屆成績

### 男子團體
| 屆別       | 年份      | 總冠軍                       | 總亞軍                       | 總季軍                       |
| ---------- | --------- | ---------------------------- | ---------------------------- | ---------------------------- |
| 第一屆     | 1969-1970 | 彩虹邨天主教英文中學（1）    |                              |                              |
| 第二屆     | 1971-1972 | 彩虹邨天主教英文中學（2）    |                              |                              |
| 第三屆     | 1973-1974 | 彩虹邨天主教英文中學（3）    |                              |                              |
| 第四屆     | 1975-1976 | 長沙灣天主教英文中學（1）    | 彩虹邨天主教英文中學（1）    |                              |
| 第五屆     | 1977-1978 | 長沙灣天主教英文中學（2）    | 彩虹邨天主教英文中學（2）    |                              |
| 第六屆     | 1979-1980 | 長沙灣天主教英文中學（3）    | 彩虹邨天主教英文中學（3）    |                              |
| 第七屆     | 1981-1982 | 長沙灣天主教英文中學（4）    | 彩虹邨天主教英文中學（4）    |                              |
| 第八屆     | 1983-1984 | 長沙灣天主教英文中學（5）    | 彩虹邨天主教英文中學（5）    |                              |
| 第九屆     | 1985-1986 | 長沙灣天主教英文中學（6）    | 彩虹邨天主教英文中學（6）    |                              |
| 第十屆     | 1987-1988 | 長沙灣天主教英文中學（7）    | 彩虹邨天主教英文中學（7）    |                              |
| 第十一屆   | 1989-1990 | 長沙灣天主教英文中學（8）    | 順利天主教中學（1）          | 彩虹邨天主教英文中學（1）    |
| 第十二屆   | 1991-1992 | 長沙灣天主教英文中學（9）    | 順利天主教中學（2）          | 彩虹邨天主教英文中學（2）    |
| 第十三屆   | 1997-1998 | 長沙灣天主教英文中學（10）   | 彩虹邨天主教英文中學（8）    |                              |
| 第十四屆   | 1999-2000 | 長沙灣天主教英文中學（11）   | 彩虹邨天主教英文中學（9）    |                              |
| 第十五屆   | 2001-2002 | 長沙灣天主教英文中學（12）   | 彩虹邨天主教英文中學（10）   |                              |
| 第十六屆   | 2003-2004 | 長沙灣天主教英文中學（13）   | 彩虹邨天主教英文中學（11）   |                              |
| 第十七屆   | 2005-2006 | 長沙灣天主教英文中學（14）   | 彩虹邨天主教英文中學（12）   | 石籬天主教中學               |
| 第十八屆   | 2007-2008 | 長沙灣天主教英文中學（15）   | 彩虹邨天主教英文中學（13）   | 石籬天主教中學（2）          |
| 第十九屆   | 2009-2010 | 長沙灣天主教英文中學（16）   | 聖若瑟英文中學               | 彩虹邨天主教英文中學（3）    |
| 第二十屆   | 2011-2012 | 聖若瑟英文中學               | 長沙灣天主教英文中學         | 彩虹邨天主教英文中學（4）    |
| 第二十一屆 | 2013-2014 | 長沙灣天主教英文中學（17）   | 聖若瑟英文中學（2）          | 彩虹邨天主教英文中學（5）    |
| 第二十二屆 | 2015-2016 | 長沙灣天主教英文中學（18）   | 聖若瑟英文中學（3）          | 余振強紀念中學               |
| 第二十三屆 | 2017-2018 | 長沙灣天主教英文中學（19）   | 聖若瑟英文中學（4）          | 彩虹邨天主教英文中學（6）    |
| 第二十四屆 | 2019-2020 | 因新型冠狀病毒疫情而取消舉辦 | 因新型冠狀病毒疫情而取消舉辦 | 因新型冠狀病毒疫情而取消舉辦 |
| 第二十五屆 | 2021-2022 | 因新型冠狀病毒疫情而取消舉辦 | 因新型冠狀病毒疫情而取消舉辦 | 因新型冠狀病毒疫情而取消舉辦 |
| 第二十六屆 | 2023-2024 | 余振強紀念中學 (1)           | 長沙灣天主教英文中學（2）    | 西貢崇真天主教學校（中學部） |

### 女子團體
| 屆別       | 年份      | 總冠軍                       | 總亞軍                       | 總季軍                       |
| ---------- | --------- | ---------------------------- | ---------------------------- | ---------------------------- |
| 第一屆     | 1969-1970 |                              |                              |                              |
| 第二屆     | 1971-1972 |                              |                              |                              |
| 第三屆     | 1973-1974 |                              |                              |                              |
| 第四屆     | 1975-1976 |                              |                              |                              |
| 第五屆     | 1977-1978 |                              |                              |                              |
| 第六屆     | 1979-1980 |                              |                              |                              |
| 第七屆     | 1981-1982 |                              |                              |                              |
| 第八屆     | 1983-1984 |                              |                              |                              |
| 第九屆     | 1985-1986 |                              |                              |                              |
| 第十屆     | 1987-1988 |                              |                              |                              |
| 第十一屆   | 1989-1990 |                              |                              |                              |
| 第十二屆   | 1991-1992 |                              |                              |                              |
| 第十三屆   | 1997-1998 |                              |                              |                              |
| 第十四屆   | 1999-2000 |                              |                              |                              |
| 第十五屆   | 2001-2002 |                              |                              |                              |
| 第十六屆   | 2003-2004 | 梁式芝書院                   |                              |                              |
| 第十七屆   | 2005-2006 | 德蘭中學                     |                              |                              |
| 第十八屆   | 2007-2008 | 德蘭中學                     |                              |                              |
| 第十九屆   | 2009-2010 | 德蘭中學                     | 梁式芝書院                   | 順利天主教中學               |
| 第二十屆   | 2011-2012 | 德蘭中學                     | 天主教崇德英文書院           | 石籬天主教中學               |
| 第二十一屆 | 2013-2014 | 石籬天主教中學               | 德蘭中學                     | 天主教崇德英文書院           |
| 第二十二屆 | 2015-2016 | 石籬天主教中學               | 德蘭中學                     | 東涌天主教學校               |
| 第二十三屆 | 2017-2018 | 德蘭中學                     | 東涌天主教學校               | 梁式芝書院                   |
| 第二十四屆 | 2019-2020 | 因新型冠狀病毒疫情而取消舉辦 | 因新型冠狀病毒疫情而取消舉辦 | 因新型冠狀病毒疫情而取消舉辦 |
| 第二十五屆 | 2021-2022 | 因新型冠狀病毒疫情而取消舉辦 | 因新型冠狀病毒疫情而取消舉辦 | 因新型冠狀病毒疫情而取消舉辦 |
| 第二十六屆 | 2023-2024 | 結果待查                     | 結果待查                     | 結果待查                     |

## 資料來源
1. ↑  . 香港天主教教區中學第二十五屆聯合運動會.   [2021-12-09]. （原始内容存档于2021-12-09）. （页面存档备份，存于）
2. ↑  https://www.youtube.com/watch?v=mBX_Ka6rrEc （页面存档备份，存于） ，CSWCSS Campus TV 影片8:14:27處